# Rijskampen
Rijskampen is een natuurgebied ten noorden van Vught in de Nederlandse provincie Noord-Brabant. Het is een laaggelegen, open weidegebied waarin twee eendenkooien liggen: De "Oude Kooi" en de "Nieuwe Kooi". Het gebied is eigendom van de Vereniging Natuurmonumenten en heeft een oppervlakte van 94 ha.
De kooien zijn omringd door eiken-essenkooibos en worden nog als tel- en ringstation gebruikt. Het gebied tussen de kooien wordt 's-winters onder water gezet, waarmee het een rustgebied voor de kleine zwaan is geworden, waarvan er jaarlijks een duizendtal te gast zijn. Grutto, wulp, slobeend en kwartel zijn broedvogels in het weidegebied terwijl in de kooibossen de wielewaal, grauwe vliegenvanger en steenuil broeden.
Ten westen van dit gebied ligt natuurgebied Vlijmens Ven en ten noorden van Rijskampen bevindt zich het natuurgebied Moerputten.